# Handymax

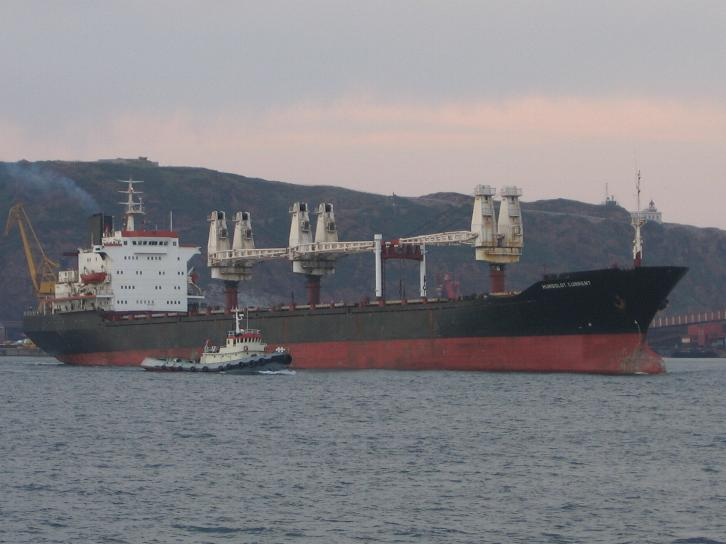
Un vraquier Handymax typique.

Les navires de taille Handymax sont des vraquiers dont le port en lourd est compris entre 35 000 tonnes et 50 000 tonnes ; on trouve les Handysize en dessous et les Panamax au-dessus. Ils sont parfois assimilés avec les Handysize.
Un navire de cette catégorie fait typiquement 150 à 200 mètres de long, même si certains terminaux au Japon limitent cette longueur à 190 mètres ; ils possèdent cinq cales et souvent quatre grues pouvant soulever 30 tonnes chacune.
Au 1er janvier 2004, plus de 2 000 navires de ce type étaient en service, pour un port en lourd total de 86 millions de tonnes ; près de 300 autres étaient en commande.